# Matsiloje
Matsiloje è un villaggio del Botswana situato nel distretto Nordorientale, sottodistretto di North East. Il villaggio, secondo il censimento del 2011, conta 2.380 abitanti.

## Località
Nel territorio del villaggio sono presenti le seguenti 16 località:
- Aispoon,
- Golongwe di 13 abitanti,
- Mabethe di 31 abitanti,
- Matopi,
- Matsiloje C/Post di 6 abitanti,
- Matsiloje Camp,
- Matsiloje Lands di 172 abitanti,
- Mhatane,
- Patayamatebele,
- Perekwane di 8 abitanti,
- Pinagare di 20 abitanti,
- Pobepobe di 206 abitanti,
- Rakops di 244 abitanti,
- Syneteng di 14 abitanti,
- Thekwane di 25 abitanti,
- Tsiteng di 31 abitanti